# Backens kyrka

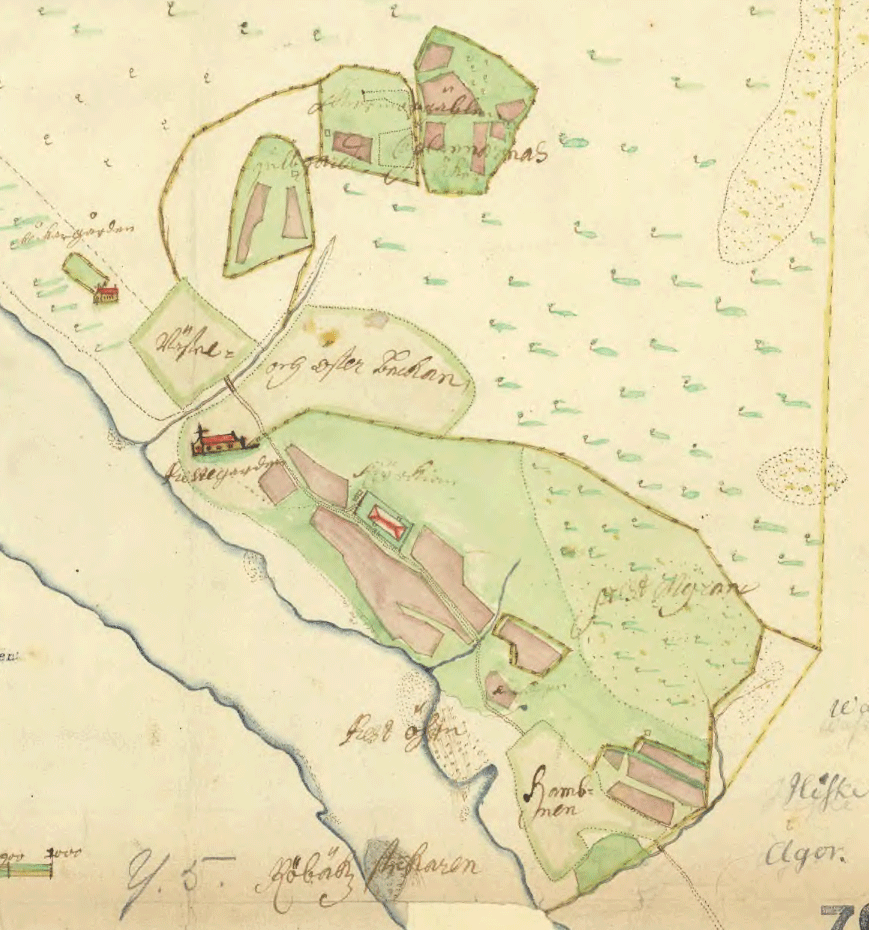
Backens kyrka vid Umeälven på en karta från 1686. Uppströms kyrkan ligger prästgården och runt omkring odlingar hörande till prästbordet.

Backens kyrka, ibland även Backenkyrkan, är en kyrkobyggnad i stadsdelen Backen i västra Umeå. Den är församlingskyrka i Umeå landsförsamling i Luleå stift.

## Kyrkobyggnaden
Backens kyrkas är en salkyrka som har medeltida ursprung och är Umeås äldsta kyrka. Kyrkan har en stomme av gråsten och består av ett långhus med kor i öster. Norr om koret finns en vidbyggd sakristia. Långhus och sakristia har branta sadeltak som är täckta med skivtäckt kopparplåt. Långhusets östra och västra kortsidor har gavelrösten av tegel som kröns med varsitt kopparinklätt kors. I långhusets västra del är vapenhuset inhyst med ingång i kyrkans västra kortsida. Vapenhuset har glasade vindfångsdörrar och delvis glasade dörrar till kyrkorummet. 

### Tillkomst och ombyggnader
På platsen, som då räknades till Ytterhiske by talar mycket för att det har funnits en kyrka här redan på 1200- eller 1300- talen, eftersom församlingen omnämns i en taxelängd 1314 och i ett visitationsprotokoll 1324.[källa behövs]
I slutet av 1400-talet tog ärkebiskopen i Uppsala Jakob Ulfsson initiativ till att ersätta träkyrkan med en stenkyrka. Den uppfördes åren 1501–1508 och blev då övre Norrlands näst största stenkyrka, utsmyckad med färggranna kalkmålningar.
Den nybyggda kyrkans förste präst, den av Gustav Vasa 1524 utsedde Mäster Gerlach, blev också dess siste katolske präst. Redan ett par år senare ersattes han av lutheranen Bo Warniksson, som tjänstgjorde till sin död 1548. Genom hans försorg lär den första kyrkorgeln ha införskaffats redan 1535, vilket var tidigt för en landsortskyrka. Den första mässan på svenska lär ha hållits på Kyndelsmässodagen 1537. På hans tid införskaffades också den första kyrkklockan, som fortfarande finns kvar.
Kyrkan skadades svårt av en våldsam brand den 25 mars 1893, och de gamla stenvalven rasade in. De återuppbyggdes inte förrän på 1950-talet då kyrkan restaurerades. Vid en ny förödande brand 7 november 1986 förstördes all träinredning. Under arkitekten Jerk Altons ledning restaurerades kyrkan ännu en gång och kunde återinvigas 1990.
Sveriges Radios julotta 2013 sändes från kyrkan., liksom 2017. och 2020..

## Inventarier
- Äldsta inventarium är dopfuntens fot som är från 1300-talet. Funtens övre del samt dopskålen i silver är från 1955.[4]
- Ursprungliga triumfkrucifixet från 1300-talet förstördes vid branden 1986. Nuvarande triumfkrucifix är gjort av Pär Andersson.[4]

## Orgel
- 1535 fanns en orgel i kyrkan som kyrkoherden Boetius Warnicidit skaffade.
- 1649 byggdes en orgel av Petter Hansson Thel, Gävle med nio stämmor. Den är runt år 1773 nästan obruklig.[8]
- Orgeln med 33 stämmor och 2000 pipor är byggd av Grönlunds Orgelbyggeri. Den invigdes 1996 och är en av de största kororglarna i Sverige.[4]